# Unity (album)
Unity is een album van de Nederlandse artiest Joost Klein, uitgebracht op 21 februari 2025. Het album bevat zowel eerder uitgegeven nummers als "Europapa" en "Friesenjung", en nieuwe tracks, waaronder samenwerkingen met verschillende artiesten, zoals Spinvis, Scooter, Tommy Cash en Stuntje. Het album bevat een mix van stijlen, met invloeden van gabberpop, eurodance, punk en hiphop.

## Achtergrond
Na zijn deelname aan het Eurovisiesongfestival in 2024 en de daaropvolgende diskwalificatie trad Joost in de zomer regelmatig op en bouwde voort op het succes van "Europapa". In augustus 2024 kondigde Klein via Instagram aan te werken aan een nieuw album, waarvan hij tijdens optredens al enkele nummers liet horen, waaronder "Filthy Dog" en "Kunst und Musik". Op 14 februari 2025, Valentijnsdag, werd de uitgavedatum van 21 februari aangekondigd.
Het album kwam uit na een periode waarin Joost Klein veel media-aandacht kreeg vanwege zijn diskwalificatie op het Eurovisie Songfestival. Een van de nummers op het album, "United by Music," verwees direct naar dit incident en bevatte kritiek op de Europese Radio-unie. Het nummer wekte controverse op, maar volgens Klein moest het niet al te serieus worden genomen.

## Tracklist
| 1.                 | Why Not???                                                 | 2:37 |
| 2.                 | Luchtballon                                                | 2:16 |
| 3.                 | Gabberland                                                 | 2:37 |
| 4.                 | 1 (met Scooter)                                            | 2:15 |
| 5.                 | United By Music (met Tommy Cash)                           | 1:47 |
| 6.                 | Discozwemmen (met Spinvis)                                 | 2:45 |
| 7.                 | Friesenjung (met Ski Aggu en Otto Waalkes)                 | 2:26 |
| 8.                 | Kunst und Musik                                            | 2:15 |
| 9.                 | Filthy Dog                                                 | 1:54 |
| 10.                | We'll Meet Again (met Stuntje)                             | 2:31 |
| 11.                | BOOM BOOM!!!!!                                             | 1:57 |
| 12.                | Internetcafe 24/7                                          | 2:48 |
| 13.                | Epiphany of Love: The Origin (met jungle bobby, Aldo2swag) | 0:28 |
| 14.                | Europapa                                                   | 2:40 |
| 15.                | Europapa - Outro                                           | 1:07 |
| 16.                | Last Man Standing                                          | 2:46 |
| Totale duur: 36:00 |                                                            |      |

## Ontvangst
Unity ontving gemengde tot positieve recensies, waarin zowel lof als kritiek naar voren kwam. Recensenten prezen de energieke en feestelijke sfeer van het album, dat door sommigen als een echte "partyplaat" werd bestempeld. Daarnaast werd Klein’s openhartigheid over persoonlijke thema’s en mentale gezondheid als een belangrijk pluspunt beschouwd. De samenwerking met Spinvis op "Discozwemmen" werd als een hoogtepunt ervaren, mede door de verrassende combinatie van Klein’s energie en Spinvis’ dromerige stijl. Tevens werd zijn vermogen om genres als happy hardcore, eurodance en pop te vermengen als innovatief omschreven.

Tegelijkertijd uitten critici enkele bedenkingen. Zo werd opgemerkt dat de drang om statements te maken – onder meer in "United By Music", waarin een kritische houding tegenover de EBU tot uiting komt – soms te ver doorsloeg. Ook werd de muziek soms als oppervlakkig bestempeld, terwijl het veelvuldige gebruik van ironie en culturele verwijzingen niet door alle recensenten positief werd ontvangen. Ten slotte werd het gebruik van Engels als minder effectief gezien voor de speelsheid van Joosts taalgebruik, wat ten koste ging van de poëtische diepgang die zijn eerdere album Fryslân kenmerkte.